# El Papiol
El Papiol è un comune spagnolo di 3 314 abitanti situato nella comunità autonoma della Catalogna.